# Naufragio
Naufragio (titulada Shipwreck en anglès, Jutro en polonès i Naufrage en francès) és una pel·lícula dramàtica mexicana de 1978 dirigida per Jaime Humberto Hermosillo, escrita per Jaime Humberto Hermosillo, amb argument d'Humberto Hermosillo i José del Pujol, produïda per CONACITE UNO i DASA FILMS; es va gravar amb un pressupost de 6,991,397.40, i es va començar a filmar el dia 31 de maig de 1977 i va finalitzar el dia 7 de juliol de 1977 durant un total de 6 setmanes.

## Argument
En Nonoalco, Tlalelolco un parell de dones esperen impacients el retorn del mariner que va partir, comparteixen casa i comencen a omplir-la amb ideals del seu retorn,però notícies semblen acabar amb aquestes esperances, una d'elles, mare del mariner i una altra Leticia, companya de treball d'aquesta comencen a separar-se en certitud. La mare perd esperança i cau en un pou de desesperança, sent hospitalitzada, però la mar decideix portar de tornada allò que tant portava buscant, Miguel Ángel, el seu fill ara manxol torna a la ciutat i amb l'una marea de desgràcies. Al per fi trobar-se, la mare cau en coma i no és capaç de culminar el moment. Alonso es troba a la casa de la seva mare, la seva habitació d'infància i a l'amiga de la seva mare, que no fa més que esperar per ell, junts omplen el buit que abunda en la casa.la marea no va portar a Miguel Ángel només, amb el, amics mariners que només busquen navegar per diversió sense importar els estralls. Després d'arribar a casa de Miguel Ángel, Leticia descobreix que el buit a la casa no existeix per a Miguel Ángel i després d'ofegar-se en alcohol la festa dels mariners acaba en la violació de Leticia.Com la mar va venir la mar es va, i Miguel Ángel abandona a Leticia, després de la seva partida, a l'hospital en solitud la seva mare mor.

## Repartiment
- José Alonso com Miguel Ángel.
- María Rojo com Leticia.
- Ana Ofelia Murguía com Amparo.
- Carlos Castañón com Gustavo.
- Guillermo Gil com Hernandez Pimientel.
- Manuel Ojeda com metge
- María Navarro com cap d'infermeres.
- Blanca Torres com Aurelita.
- Farnesio de Bernal com Don Benito.
- Emma Roldán com Raquelita.[3]

## Producció
La producció va ser de tipus industrial, liderada per CONACITE UNO, DASA FILMS. Va ser rodada als Estudios Churubusco, al Districte Federal (edifici Sonora a la unitat Tlatelolco, colònia Polanco, oficines del departament del districte federal). Amb el suport de Laboratoris Churubusco. L'escenografia va estar a càrrec de Salvador Lozano, la decoració amb Carlos Grandjeand i el vestuari amb Rafael García. La música va estar sota la batuta de Joaquín Gutierrez Heras, El so en rodatge el va dirigir Javier Mateos i el so en enregistrament el va supervisar Jesus González Gancy.
La pel·lícula va ser estrenada el 25 d'abril de 1978 sl Saló Vermell Cineteca Nacional.

### Recepció
- La recepció va ser molt bona per part de la crítica i periòdics de la capital de Mèxic tal com el periòdic un més un de l'11 de novembre de 1978És possible que la idea argumental sembli excessiva, però la seva eficàcia cinematogràfica és definitivament poderosa.

- O el periòdic butaca comenta amb data de 6 de març de 1978

És possible que aquest film d'HErmosillo desperti les ismrs polèmiques entre la crítica que suscità La passió..., […] El seu tractament lent i minuciós de les hores mortes, els seus eterns plans, seqüències per a deixar fluir sense traves l'acció dels personatges, necessiten d'una actitud especial davant el relat

## Premis
Va ser una pel·lícula altament nominada, guanyant diverses d'aquestes nominacions, com ara el Premi Ariel atorgat en 1978 a la millor pel·lícula, així com a millor direcció. D'igual manera a millor actuació femenina, al guió cinematogràfic i a la música de fons.
Aquest film ocupa el lloc número 100 dins de la llista de les 100 millors pel·lícules del cinema mexicà, segons l'opinió de vint-i-cinc crítics i especialistes del cinema mexicà, publicada per la revista Somos al juliol de 1994.